# جبل شوابين
جبل شُوَابِين جبل يقع بولاية قفصة من الجنوب الغربي التونسي، جنوب مدينة الرديف وجنوب شرق مدينة تمغزة وشمال غرب مدينة المتلوي وشمال شرق قرية الشبيكة وشرق جبل النقاب. يبلغ ارتفاعه 735 م.